# Davidenkow-Syndrom
Das Davidenkow-Syndrom ist eine sehr seltene angeborene Erkrankung mit dem Bild einer Muskeldystrophie mit Beteiligung von Schulter und Waden.
Synonyme sind: Skapuloperoneale Amyotrophie; Neurogenes skapuloperoneales Syndrom; Kaeser-Syndrom; Stark-Kaeser Syndrom; Neurogenes skapuloperoneales Syndrom Typ Kaeser (SCPNK)
Das Syndrom ist eventuell identisch mit der Emery-Dreifuss-Muskeldystrophie.
Die Bezeichnung bezieht sich auf den Erstbeschrieb von 1939 durch S. Davidenkow.
Der weiteren Namensbezeichnung liegt ein Bericht aus dem Jahre 1964 durch den schweizerischen Neurologen H. E. Kaeser zugrunde.

## Verbreitung
Die Häufigkeit wird mit unter 1 zu 1.000.000 angegeben, die Vererbung erfolgt autosomal-dominant.

## Ursache
Der Erkrankung liegen Mutationen im DES-Gen auf Chromosom 2 Genort q35 zugrunde, welches für Desmin kodiert.